# بئورا-کاردتزا
بئورا-کاردتزا (به ایتالیایی: Beura-Cardezza) یک کومونه در ایتالیا است که در استان وربانو-کوزیو-اوسولا واقع شده‌است. بئورا-کاردتزا ۲۸٫۹ کیلومتر مربع مساحت و ۱٬۴۲۵ نفر جمعیت دارد و ۲۵۷ متر بالاتر از سطح دریا واقع شده‌است.